# Arimetus jacobyi
Arimetus jacobyi es un coleóptero de la familia Chrysomelidae.
Fue descrita científicamente por primera vez en 1909 por Charles Joseph Gahan.